# 锥体细胞
锥体细胞（pyramidal cell）或錐狀細胞，又称锥体神经元（pyramidal neuron）或锥状神经元，是一种多极神经元，因胞体呈锥体形而得名，其存在于大脑皮层、海马体以及杏仁核中。椎体细胞的胞体有一尖端发出一条较粗的顶树突伸向皮质表面，其胞体还向四周发出一些水平走向的树突。轴突则自胞体底部发出，组成投射纤维或联合纤维。锥体细胞是大脑皮质的主要传出神经元，也是哺乳类动物前额叶皮质和皮质脊髓束的主要神经活动单位。
当感染狂犬病死亡后，体内的锥体细胞是两种细胞类型中其中一种发现标志性的内基氏小体（Negri bodies）的细胞。西班牙神经学家圣地亚哥·拉蒙-卡哈尔最早发现锥体细胞并对其进行研究。此后，关于锥体细胞的研究主题就集中在从神经可塑性到认知的范围内。